# وستوارد هو
وستوارد هو (به انگلیسی: Westward Ho!) یک منطقهٔ مسکونی در بریتانیا است که در نورتهام، دوون واقع شده‌است. وستوارد هو ۲٬۱۱۲ نفر جمعیت دارد.